# 沙皮希
50°59′28″N 31°5′7″E / 50.99111°N 31.08528°E
沙皮希（烏克蘭語：Шапіхи），是烏克蘭北部的村莊，隸屬切爾尼希夫州的切爾尼希夫區。該村始建於1666年，面積0.23平方公里，海拔高度115米，2001年人口44，人口密度每平方公里192.1人。